# Francis Galton

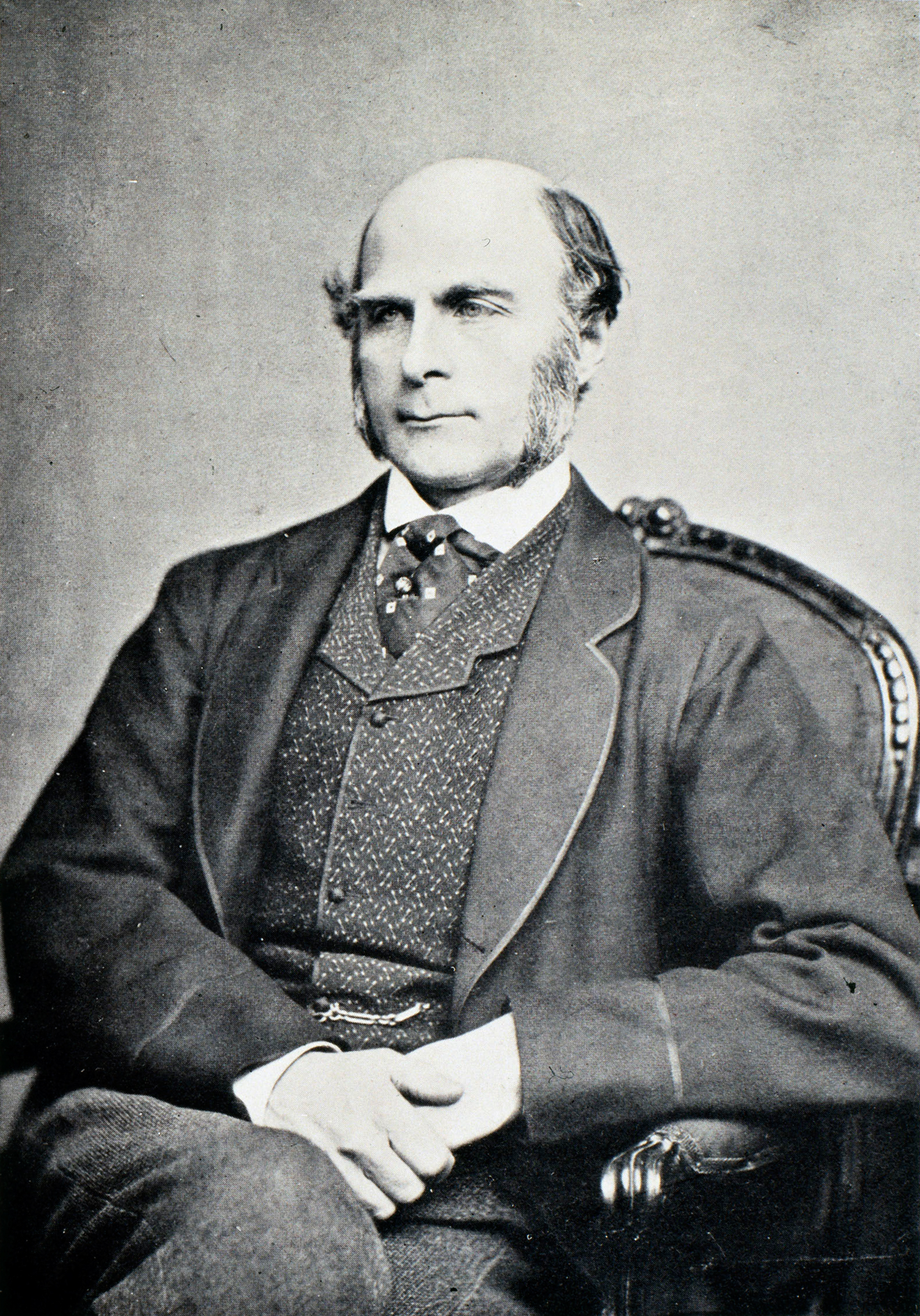
Francis Galton

Sir Francis Galton [ˈfɹɑːnsɪs ˈɡɔːltən] (* 16. Februar 1822 in Sparkbrook, Birmingham; † 17. Januar 1911 in Haslemere, Surrey) war ein britischer Naturforscher und Schriftsteller. Galton - ein Cousin von Charles Darwin und, wie dieser, ein Enkel von Erasmus Darwin - prägte 1904 den Ausdruck „Eugenik“, er gilt als einer der Väter der Eugenik.
Durch seine Vielseitigkeit machte er sich in verschiedenen Disziplinen einen Namen. Er war als Geograph und Afrikaforscher tätig, entwickelte als Meteorologe unter anderem die erste Wetterkarte und beschäftigte sich mit der Vererbungslehre, insbesondere mit der Vererbung der Intelligenz und des Talents, wobei seine Arbeit Hereditary Genius von 1869 in weiten Teilen der intellektuellen Welt wahrgenommen wurde. Laut Aussage seines Freundes Karl Pearson sei „die Verbesserung der menschlichen Rasse“ sein Ziel gewesen. Im Zusammenhang mit seinen Untersuchungen führte er verschiedene statistische Methoden ein, z. B. prägte er den Begriff Regression (inkl. Regression zur Mitte) 1889 beim Studium der Vererbung und wendete zusammen mit Pearson erstmals den Begriff Korrelationskoeffizient an. Neben seiner prominenten Rolle in der Entwicklung der Eugenik, die er als Forschungsgebiet und semantisch als Begriff entwickelte, gilt Galton auch als Vater der Daktyloskopie, als ein Mitbegründer der Differenzialpsychologie und – zusammen mit Wilhelm Wundt – der experimentellen Psychologie. Im Jahr 1879 veröffentlichte er die erste Studie zu Wortassoziationen. Weiterhin ist er Entwickler und Namensgeber des Galtonbretts, eines Modells zur Demonstration von Wahrscheinlichkeitsverteilungen, und der Galtonpfeife, eines Instrumentes zur Erzeugung extrem hoher Töne.
Insgesamt schrieb er über 340 Artikel und Bücher.
Er wurde 1909 zum Ritter geschlagen.

## Leben

### Kindheit und Jugend (1822–1838)
Francis Galton wurde am 16. Februar 1822 auf dem elterlichen Anwesen Larches in der Nähe von Sparkbrook, Birmingham geboren. Er war das neunte und letzte Kind seines Vaters Samuel Tertius Galton, eines Sohns Samuel John Galtons, und seiner Mutter Frances Anne Violetta, einer Tochter Erasmus Darwins, womit er denselben Großvater wie Charles Darwin hatte. Die Galtons waren vor allem erfolgreiche Waffenhersteller und Banker, die der religiösen Gemeinschaft der Quäker angehörten, während bei den Darwins angesehene Mediziner und Naturwissenschaftler dominierten.
Seinen älteren Geschwistern, vor allem seinen Schwestern, war es eine Lieblingsbeschäftigung gewesen, sich um den kleinen Francis zu kümmern. Laut späterer Aussage seiner Schwester Elisabeth Anne (1808–1906) musste ihre Mutter sogar auf die Uhr achten, damit sich alle gleich lang um den Jungen kümmern durften. Möglicherweise ist es auch auf diese Fürsorge, die sich auch im Beibringen von Sprechen, Lesen, Rechnen und Schreiben ausdrückte, zurückzuführen, dass Francis bereits im Alter von 12 Monaten alle Großbuchstaben und nach 18 Monaten auch die anderen lesen konnte. Mit zweieinhalb Jahren konnte er selbstständig Bücher lesen, mit vier Jahren beherrschte er bereits viele Latein- und Französischvokabeln, konnte sowohl dividieren als auch multiplizieren und las im Alter von sechs Jahren bereits Werke von Shakespeare und andere Erwachsenenliteratur.
Mit fünf Jahren kam Galton auf eine Schule in der Nähe des elterlichen Anwesens, in der er sich durch seine Leistungen auszeichnete, mit achteinhalb Jahren wurde er auf ein Internat nach Boulogne-sur-Mer geschickt. Hier wurde er zunächst in eine höhere Klasse eingestuft, in der seine Mitschüler sechs bis sieben Jahre älter waren als er. Als sich zeigte, dass er mit deren Kenntnissen in den Alten Sprachen nicht mithalten konnte, wurde er jedoch wieder in eine tiefere Klasse versetzt. Mit zehn Jahren wechselte er auf eine Privatschule in Kenilworth, in der es lediglich sechs Schüler gab und in der seine naturkundlichen Interessen sehr gefördert wurden. Die Zeit in der King Edward’s School in Birmingham, die er im Alter von 13 bis 16½ Jahren besuchte, kommentierte Galton hingegen mit dem Satz „I learnt nothing...“. Die weitaus größte Rolle hatten auf dieser Schule der altsprachliche Unterricht und explizit die lateinische Grammatik gespielt, wohingegen Galton sich mehr für die Naturwissenschaften, technische Entwicklungen und englische Literatur interessierte.

### Medizinstudium (1838–1844)
Dass Francis Galton Arzt werden sollte, war vor allem Wunsch seiner Mutter gewesen, deren Vater Erasmus Darwin und deren Halbbruder Robert Darwin es zu angesehenen Ärzten gebracht hatten. Nachdem er im Jahr 1838 eine Studienreise durch Europa gemacht hatte, begann er im Herbst desselben Jahres mit der ersten Stufe zur medizinischen Ausbildung im Birmingham General Hospital. Neben der Begleitung der Ärzte bei deren Hausbesuchen und Notfällen stach hier das starke wissenschaftliche Interesse Galtons hervor. So nutzte er seine Tätigkeit zu systematischen Experimenten und Selbstversuchen, unter anderem probierte er etwaige Mittel bei sich selbst aus und ging die Liste der Medikamente dabei alphabetisch durch. Als er fast am Ende von 'C' beim stark schleimhautreizenden Crotonöl angekommen war, ließ er von dieser Methode jedoch ab.

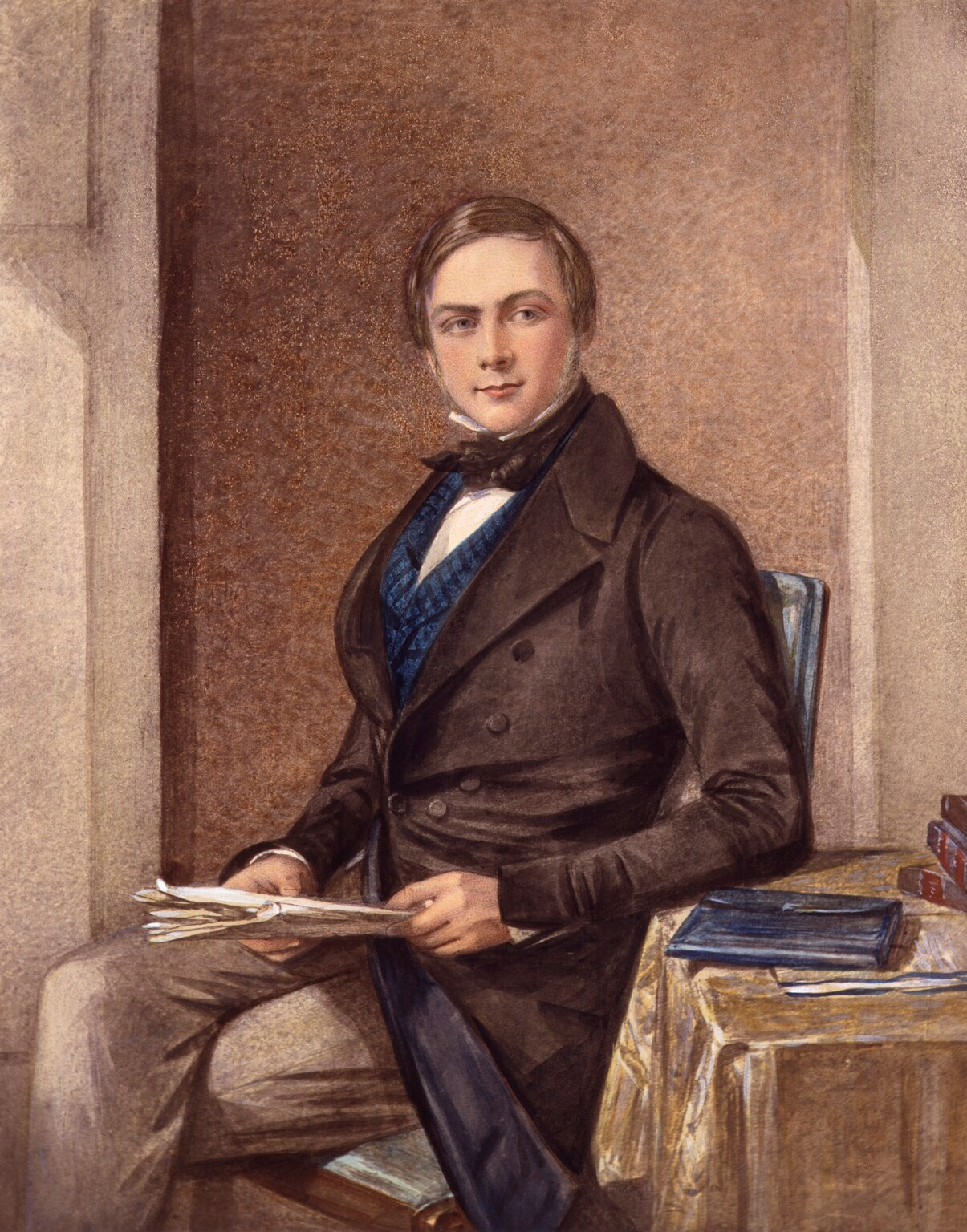
Francis Galton, 1840

Nach einem kurzen Intermezzo am King’s College London ab Oktober 1839, wo er in vielen Bereichen Auszeichnungen für seine Leistungen erhielt, immatrikulierte Galton sich am Trinity College in Cambridge. Sein Ehrgeiz war hier weniger auf das Erlernen medizinischer Kenntnisse ausgerichtet als darauf, die Mathematik-Prüfungen mit Auszeichnung abzuschließen. Jedoch machten ihm einerseits seine Gesundheit und andererseits sein breites Interessenspektrum, das er nicht allein auf die Mathematik ausrichten wollte, einen Strich durch die Rechnung.
Überhaupt hatte Francis Galton während seines Medizinstudiums oft mit gesundheitlichen, psychosomatischen Problemen zu kämpfen gehabt, die möglicherweise auch daherrührten, dass er sich mit dem Lebensweg eines Arztes nicht identifizieren konnte und Medizin nur studiert hatte, weil seine Eltern dies wollten. Konventionelles Karrierestreben und sogar Streben nach Wissen, das ihm später als erstrebenswertes Ziel des Menschen schlechthin erscheinen sollte, kritisierte er in während seiner Studienzeit verfassten Gedichten auf das Heftigste.
Im Oktober 1844 kam ihm der Zufall zu Hilfe. Als sein Vater in diesem Monat starb, erbte er ein großes Vermögen und war damit nicht mehr auf einen Beruf angewiesen. Er verließ die Universität, wie sein Cousin Charles Darwin einige Jahre zuvor, mit dem Abschluss Bachelor of Arts.

### Forschungsreisen (1845–1851/55)
In den Jahren 1845 und 1846 besuchte Francis Galton Ägypten und fuhr den Nil entlang bis nach Khartum im Sudan. Von dort aus reiste er nach Beirut, Damaskus und schließlich den Jordan entlang. In den folgenden drei Jahren genoss er nach seiner Rückkehr das unabhängige Leben eines wohlhabenden Gentlemans und verbrachte die Zeit mit Segeln, Fischen und Jagen in unterschiedlichen Regionen Englands.
Nachdem er sich der Royal Geographical Society angeschlossen hatte, brach er im April 1850 zu einer sorgfältig geplanten Forschungsreise nach Südwestafrika auf, die er selbst finanzierte. Dabei wurde er von dem englisch-schwedischen Forscher Charles John Andersson begleitet, der länger in dem Gebiet bleiben sollte. Während dieser Reisen erforschte und kartierte er Damaraland und Ovamboland und schrieb später über seine Reisen: „Ich habe genug wilde Rassen gesehen, um so viel Material zu erhalten, dass ich den Rest meines Lebens darüber nachdenken kann“ („I saw enough of savage races, to give me material to think about all the rest of my life“ (Times, Dec. 1, 1886)). Galton und Andersson entdeckten als erste Europäer die Etosha-Pfanne im Norden des heutigen Namibia.
Nach seiner Rückkehr im Jahre 1851 publizierte er im darauffolgenden Jahr seinen Bericht Narrative of an Explorer in Tropical South Africa, der nicht nur in Großbritannien wahrgenommen wurde und für den er die goldene Medaille der Royal Geographical Society und die silberne Medaille der französischen geographischen Gesellschaft erhielt.
Aufbauend auf der erlangten Reputation als Geograph und Erforscher schrieb er 1855 den Bestseller The Art of Travel, einen Ratgeber für Reisende.

### Veröffentlichungen und Entwicklungen (1851/55–1909)
1853 heiratete Francis Galton Louisa Butler und zog zusammen mit ihr 1857 in das südliche Kensington, einem Stadtteil von London, wo er für den Rest seines Lebens wohnen sollte. Während die Ehe kinderlos blieb, machte er sich auf verschiedenen wissenschaftlichen Gebieten einen Namen. Er wurde sehr aktiv in der British Association for the Advancement of Science, war von 1863 bis 1867 ihr Generalsekretär, von 1867 bis 1872 der Präsident der geographischen Abteilung und von 1877 bis 1885 Präsident der anthropologischen Abteilung. 1883 gründete er das Galton-Laboratorium, in dem Mathematik, Biologie, Chemie und Physik unter einem Dach vereint waren.

#### Meteorologie
Galton identifizierte als Erster Hochdruckgebiete und führte den Gebrauch von Karten, die den Luftdruck einer Region zeigen, ein. In seinem Buch Meteorographica von 1863 wurden zum ersten Mal Wetterdaten systematisch gesammelt, analysiert und ausgewertet. Er veröffentlichte als Erster am 1. April 1875 in der Times eine Wetterkarte (die allerdings noch das Wetter vom Vortag zeigte).

#### Eugenik und Rassenlehre
Durch die Herausgabe des Werkes Origin of Species by Means of Natural Selection, or the Preservation of Favored Races in the Struggle of Life seines Cousins Charles Darwin 1859 erhielt das Leben Francis Galtons eine neue Richtung. Angeregt durch dieses Werk beschäftigte er sich mit den Grundlagen der Vererbungslehre. Er wandte als Erster empirische Methoden auf die Vererbung geistiger Eigenschaften, insbesondere der Hochbegabungen, an. Sein berühmtestes Werk, Hereditary Genius (1869), in dem er eigene Vererbungsregeln aufstellte, kann als Vorläufer der Verhaltensgenetik angesehen werden.
Seine vermeintlichen Erkenntnisse über die Vererbung von Merkmalen übertrug er auch auf das menschliche Denkvermögen und führte den Begriff der Eugenik ein, worunter er eine Lehre verstand, die sich das Ziel setzt, durch „gute Zucht“ den Anteil positiv bewerteter menschlicher Erbanlagen zu vergrößern.
Galton behauptete, dass alle Unterschiede zwischen den Völkern zwangsläufig genetischer Natur seien. Die Angehörigen einer „niederen Rasse“, die von Weißen aufgezogen werden, behielten „eine wilde, unzähmbare Ruhelosigkeit“, die „den Wilden angeboren“ sei.
„Der Neger, der heute in den Vereinigten Staaten geboren wird, hat die gleichen natürlichen Eigenschaften wie sein entfernter Vetter, der in Afrika geboren wird; die Tatsache seiner Transplantation bewirkte keine Veränderung seiner Natur.“
In Hereditary Genius (1869) erörterte Galton die Möglichkeit, „die Rasse zu verbessern“. Er hoffte auf eine Zivilisation, „wo der Stolz auf die Rasse ermutigt würde“. Zugleich erklärte Galton, dass „es eine größtenteils völlig unvernünftige Sentimentalität gegenüber der schrittweisen Auslöschung einer niederen Rasse gibt“. Zu einer möglichen Vorgehensweise erklärt er:
„Die Möglichkeit der rassischen Verbesserung einer Nation hängt von deren Fähigkeit ab, die Produktivität des besten Erbgutes zu erhöhen. Dies ist weitaus wichtiger als die Unterdrückung der Produktion der Schlechtesten.“
Galton stiftete eine Professur für Eugenik, die 1911 auf Galtons Wunsch hin von seinem intellektuellen Erben Karl Pearson besetzt wurde.

#### Keimbahn-Hypothese
Die Vorstellung vom „Keimplasma“, das die Generationen als Keimbahn durchläuft und genetisch bestimmt, wird oft August Weismann zugesprochen. Der verweist jedoch auf einen bedeutenden Vordenker, nämlich Galton:
„Diese Spaltung der Keimsubstanz des Eies in eine somatische Hälfte, die die Entwicklung des Individuums leitet und eine propagative, welche in die Keimzellen gelangt und dort inaktiv verharrt, um später der folgenden Generation den Ursprung zu geben, macht die Lehre von der Kontinuität des Keimplasmas aus, wie ich sie zuerst in einer im Jahre 1885 erschienen Schrift dargelegt habe. Der Grundgedanke derselben ist schon viel früher (1872) von Francis Galton ausgesprochen worden, ohne aber damals beachtet zu werden.“

#### Domestikation
Galton interessierte sich auch für Möglichkeiten, Tiere zu domestizieren – das heißt, sie zu zähmen und nach bestimmten Auswahlkriterien zu züchten. Dabei stellte er fest, dass fast alle Haustiere – wie Hund, Schaf, Rind, Ziege oder Pferd – bereits in der Vorgeschichte des Menschen domestiziert wurden, während in historischer Zeit praktisch kaum weitere Tiere hinzukamen. So wurden bis heute etwa keine Elefanten, Zebras oder Geparden domestiziert. „Wie es scheint, hatte jedes Wildtier seine Chance, domestiziert zu werden, wobei eine kleine Zahl … vor langer Zeit domestiziert wurde, der große Rest derer aber, bei denen es manchmal nur an einem winzigen Detail haperte, zu ewigem Wildsein bestimmt ist.“
Galton vermutete, dass die frühzeitlichen Völker bereits eine genaue Kenntnis darüber besaßen, welche Großtiere sich überhaupt domestizieren ließen und welche nicht.

#### Psychologie
Galton gilt auch als Begründer der Differenzialpsychologie, die sich auf die Unterschiede zwischen Personen auf nicht allgemeinem Niveau bezieht, wobei er Testverfahren zur Erfassung psychischer Eigenschaften entwickelte.
Er hat sich als erster wissenschaftlich mit dem Wortassoziationsexperiment beschäftigt, das er mehrfach an sich selbst durchführte, wobei er 75 verschiedene Wörter benutzte, die er einige Tage zuvor jeweils auf eine Karte geschrieben hatte. Während des Experiments deckte er dann jeweils eine Karte auf und maß mit einer Stoppuhr seine Reaktionszeit vom Augenblick des ersten Augenkontaktes bis zur Bildung der ersten Wortassoziation. Seine Wortassoziationen hat er zwar zusammen mit den Reaktionszeiten protokolliert, aber niemals in vollem Wortlaut veröffentlicht, was angesichts der Bedeutung, die er seinem Experiment selbst zumaß, unmittelbar verständlich wird.

“They lay bare the foundations of a man's thoughts with curious distinctness, and exhibit his mental anatomy with more vividness and truth than he would probably care to publish to the world.”

„Sie legen die Grundlagen der Gedanken eines Menschen in merkwürdiger Deutlichkeit frei und bilden die Anatomie seines Geistes lebhafter und wahrhaftiger ab, als er es der Welt wahrscheinlich zeigen möchte.“

Galtons Wortassoziationsexperiment wurde später unter anderem von Wundt, Kraepelin, Ebbinghaus (1885) sowie von Jung und Riklin (1904) übernommen bzw. weiterentwickelt.
1884 formulierte Galton als erster die Sedimentationshypothese im Ansatz, eine wichtige Annahme über den Zusammenhang von Sprache (und darin enthaltenen Begriffen) und Persönlichkeitsmerkmalen.

#### Daktyloskopie
Francis Galton begründete daktyloskopische Verfahren wissenschaftlich, nachdem Henry Faulds und William James Herschel Vorschläge zur Identifizierung von Verbrechern durch Fingerabdruckuntersuchungen gemacht hatten. Zunächst interessierte ihn der mathematische Aspekt. 1888 wurde er von der britischen Kolonialregierung in Britisch-Indien beauftragt, ein in der Praxis unkompliziert zu verwendendes Personenerkennungssystem zu entwickeln. Dies wurde 1892 eingeführt.

#### Statistik

Galtonbrett

Francis Galton hatte ein starkes Interesse, Messungen aller Art vorzunehmen und Aufzeichnungen anzufertigen. Dieses Interesse brachte ihn zum Feld der Statistik und der Normalverteilung. Um seinen Untersuchungen empirische Aussagekraft zu geben, benötigte Francis Galton Werkzeuge der Statistik. So entwickelte er zum Beispiel zusammen mit seinem Freund Karl Pearson den Korrelationskoeffizienten, war in den 1870er und 1880er Jahren Pionier im Gebrauch der Normalverteilung und führte die Methode der Regression ein. Außerdem entwickelte er das Galtonbrett, ein Modell zur Demonstration von Wahrscheinlichkeitsverteilungen.

#### Intelligenz der Masse
1906 besuchte Galton die jährliche westenglische Nutztiermesse, bei der ein Ochsen-Gewicht-Schätz-Wettbewerb veranstaltet wurde. Für sechs Pence konnte jeder seine Schätzung abgeben. Insgesamt 787 Personen, sowohl Unbedarfte als auch einige Experten, nahmen teil und gaben einen Tipp ab.
Galton entschloss sich zu einem Experiment, um die Dummheit der Masse zu beweisen: Er wertete die fast 800 Schätzungen statistisch aus. Der Median aller Schätzungen (1207 Pfund) kam dem tatsächlichen Gewicht des Ochsen (1198 Pfund) erstaunlich nahe (Abweichung von 0,8 Prozent). Galtons Versuch, die Dummheit der Masse auf diese Art zu beweisen, war somit gescheitert. Er nannte seine Erkenntnis Vox populi (lat. „Stimme des Volkes“), in Anlehnung an das klassische Sprichwort „Vox populi, vox Dei“.

### Lebensende (1909–1911)
Für seine Verdienste wurde Francis Galton 1909 geadelt. Von Mai bis Dezember 1910 arbeitete er – in der Hoffnung, ein breiteres Publikum zu erreichen – an einem Roman mit dem Titel The Eugenic College of Kantsaywhere. Der Verlag Methuen verweigerte jedoch eine Veröffentlichung.
Francis Galton starb am 17. Januar 1911.

## Auszeichnungen und Ehrungen
1860 wurde Galton als Mitglied („Fellow“) in die Royal Society gewählt, die ihm 1886 die Royal Medal, 1902 die Darwin-Medaille und 1910 die Copley-Medaille verlieh. Nach Galton ist das westliche Eingangstor zum Etosha-Nationalpark benannt.

## Schriften (Auswahl)
- Narrative of an Explorer in Tropical South Africa, 1852
- The Art of Travel, Murray, 1855
- Meteorographica, Macmillan, 1863
- Hereditary Genius. London 1869. Deutsch Genie und Vererbung, Leipzig 1910
- English Men of Science: their Nature and Nurture. London 1874
- „Die Geschichte der Zwillinge als Prüfstein der Kräfte von Anlage und Umwelt.“ 1875.
- Psychometric Experiments. 1879.
- Inquiries into Human Faculty and its Development. London 1883.
- Fingerprints, Macmillan, 1892
- Decipherment of blurred fingerprints, Macmillan, 1893
- Fingerprint Directories Macmillan, 1895. (PDF-Datei; 19,6 MB)
- Memories of My Life. London 1908
- Natural inheritance, Macmillan, 1889 (Enthält die Beschreibung des Galtonbretts)